# Цед, Любовь Павловна
Любовь Павловна Цед (14 февраля 1934, дер. Малые Бортники, Бобруйский район, Могилёвская область, Белорусская ССР — 3 декабря 2016, дер. Большие Бортники, Бобруйский район, Могилёвская область, Белоруссия) — советский передовик агропромышленного производства, телятница колхоза «Гигант» Бобруйского района, Герой Социалистического Труда.

## Биография
Родилась в многодетной крестьянской семье. 
В годы Великой Отечественной войны трудилась в отцовском хозяйстве. В конце войны вместе с другими детьми была вывезена в Германию. Вернулась на родину в 1945 г., где и узнала о гибели отца на фронте. 
Окончила один класс начальной школы и в 1946 г. в 12 лет поступила на работу животноводом в артель (колхоз) «Красный партизан» № 2, после его объединения с колхозом «Красный партизан» № 1 совмещала работу пастухом с учебой. С 1950 г. стала телятницей укрупненного колхоза «Гигант».
В 1954 г. вступила в ряды КПСС. 
Ее первый успех — выращенные в 1957 г. в одиночку 40 телят. Привес каждого из них составлял по 600-700 граммов в сутки. В дальнейшем она стала лучшей телятницей в колхозе, добилась ежедневного привеса в 800 и более грамм, ежегодно выращивала не менее 80 голов молодняка, в общей сложности за 20 лет вырастила более 2000 голов, которые сформировали ядро общественного стада.
За достигнутые успехи в 1966 г. была удостоена звания Героя Социалистического Труда. 
В дальнейшем активно занималась механизацией производства и была наставником молодежи. 
В 1989 г. вышла на пенсию.
Избиралась членом Могилёвского обкома Компартии Белоруссии.

## Награды и звания
В 1966 году за получение высоких привесов (600—700 г на голову в сутки) и 100-процентную сохранность молодняка крупного рогатого скота удостоена звания Героя Социалистического Труда.
Награждена орденами Октябрьской Революции, Трудового Красного Знамени (1958), Ленина (1966), «Знак Почета», двумя серебряными медалями ВДНХ. Заслуженный работник сельского хозяйства БССР. С 1989 года на пенсии.